# フェラーリ・ポルトフィーノ
ポルトフィーノ (Ferrari Portofino)はイタリアの高級自動車メーカー、フェラーリが生産している2+2シーターのスポーツカーである。

## 概要
フェラーリは2017年8月23日、同年9月に開催される予定のフランクフルトモーターショーにて、カリフォルニアTの後継車にあたるポルトフィーノをワールドプレミアすると発表した。車名のポルトフィーノは「イタリアで最も美しい町」として知られる港町「ポルトフィーノ」に由来し、9月には一般公開に先立ち、ポルトフィーノで発表会が行われた。
日本では2018年2月に正式発表された。2017年11月には東京都内の「ロッソ・スクーデリア」などの複数の正規ディーラーで一部のオーナー向けに限定公開されており、またこれに先立つ同年9月から注文を受け付けていた。

### メカニズム
FR、V型8気筒、2+2シーターのクーペカブリオレという構成は先代のカリフォルニアを踏襲するが、シャシーは新設計されている。
デザインはフェラーリデザインセンターが担当。横方向に延ばされたLEDヘッドライトと左右両端まで延ばされたラジエターグリルが相まって、ワイド&ロ―が強調されている。ヘッドライトの外側のエッジにはフロントのホイールアーチを経て側面に沿って気流を排出し、ドラッグを軽減するエアインテークが内蔵。またクーペカブリオレでありながら、前例のないツーボックスファストバックスタイルが採用されている。
エンジンはカリフォルニアTのエンジンをベースにしているものの、ピストンとコンロッドは新型。エアテークシステムの設計やエンジン制御ソフトウェアの見直しにより、先代モデル比で、パワーは40PS、トルクは0.5kgm高められ、600PS/7,500rpm、最大トルク77.5kgm/3,000-5,250rpmを発揮する。これにより0-100km/h加速が3.5秒と、先代モデルの3.6秒から、0.1秒短縮。最高速は316km/hから320km/h以上にアップした。
環境対策にも気を配り、アイドリングストップをはじめとする「HELE」システムを装備し、パワーアップをしながらも欧州複合モード燃費は9.5km/Lを維持。CO2排出量は先代モデルの250g/kmから245g/kmに削減されている。

## ポルトフィーノ M
2020年9月、フェラーリはポルトフィーノM（Mは「Modificata」の略）を発表した。これは、ローマに導入されたいくつかの改良を加えた改良版であり、エンジンはターボ制御やカムシャフトプロファイルなどにより620PS/7,500rpmの出力を得た。また、トランスミッションはローマやSF90ストラダーレに採用されたゲトラグ製8速DCTに変更され、7速よりも6kg軽量化されている。
これらの改良により、0-200km/h加速が10.8秒から9.8秒に短縮した。